# لويز بويتفين
لويز بويتفين (بالفرنسية: Louise Poitevin)‏‏ (1820 - 1908) هي طيارة فرنسية. عُرفت بأنها أول من اصطحب الخيول معه في رحلات السفن الهوائية.

## حياتها
وُلدت لويز عام 1820. في 12 سبتمبر 1847 حلقت لويز على متن سفينةٍ هوائية مع رجل يُسمى روسي من منطقة كولوفرينيير في جنيف واستمرت الرحلة لمدة ساعتين.
في صيف عام 1857 في البرتغال، قامت لويز وزوجها بسلسلةٍ من رحلاتٍ بالمنطاد، تتضمن رحلتان في بورتو وأربعٌ في لشبونة واثنتان في قلمرية. تُعتبر لويز ثاني امرأةٍ تطير في سماء البرتغال، حيثُ سبقتها إلى ذلك برتراند سينجس.
أنهت مسيرتها المهنية في عام 1894 وعمرها 55 عامًا بالتوقف في كوبنهاغن على ظهر فرس على قمة مطلة على المدينة. تُوفيت في عام 1908 عن عمرٍ يناهز 88 عامًا.